# Oleh Lykov
Oleh Viktorovych Lykov (en ucraniano: Олег Вікторович Ликов; Dnipropetrovsk, URSS, 1 de agosto de 1993) es un deportista ucraniano que compitió en remo.
Participó en cinco Juegos Olímpicos de Verano, entre los años 1996 y 2012, obteniendo una medalla de bronce en Atenas 2004, en la prueba de cuatro scull, el sexto lugar en Sídney 2000 (cuatro scull), el octavo en Pekín 2008 (cuatro scull) y el octavo en Londres 2012 (ocho con timonel).
Ganó dos medallas en el Campeonato Mundial de Remo, en los años 1997 y 1999, y tres medallas de bronce en el Campeonato Europeo de Remo entre los años 2008 y 2011.

## Palmarés internacional
| Juegos Olímpicos   | Juegos Olímpicos            | Juegos Olímpicos  | Juegos Olímpicos |
| Año                | Lugar                       | Medalla           | Prueba           |
| ------------------ | --------------------------- | ----------------- | ---------------- |
| 2004               | Atenas (Grecia)             | Medalla de bronce | Cuatro scull     |
| Campeonato Mundial |                             |                   |                  |
| Año                | Lugar                       | Medalla           | Prueba           |
| 1997               | Aiguebelette (Francia)      | Medalla de bronce | Cuatro scull     |
| 1999               | St. Catharines (Canadá)     | Medalla de plata  | Cuatro scull     |
| Campeonato Europeo |                             |                   |                  |
| Año                | Lugar                       | Medalla           | Prueba           |
| 2008               | Maratón (Grecia)            | Medalla de bronce | Cuatro scull     |
| 2010               | Montemor-o-Velho (Portugal) | Medalla de bronce | Ocho con timonel |
| 2011               | Plovdiv (Bulgaria)          | Medalla de bronce | Ocho con timonel |